# Shirley Bloomer
Shirley Bloomer Brasher (* 13. Juni 1934 in Grimsby, England) ist eine ehemalige britische Tennisspielerin.
1957 besiegte sie im Endspiel der Französischen Tennismeisterschaften die US-Amerikanerin Dorothy Knode in zwei Sätzen mit 6:1 und 6:3. Die Doppelkonkurrenz konnte sie in jenem Jahr mit Darlene Hard gegen die Mexikanerin Yola Ramírez und die Französin Rosie Reyes in drei Sätzen mit 7:5, 4:6 und 7:5 gewinnen, nachdem sie sich bereits im Jahr 1955 mit ihrer Landsfrau Patricia Ward Hales gegen die US-Amerikanerinnen Beverly Baker Fleitz und Darlene Hard in drei Sätzen mit 5:7, 8:6 und 11:13 in einem umkämpften Spiel geschlagen geben mussten.
1958 zog sie erneut in das Finale im Einzel ein. Ihre Gegnerin war die Ungarin Zsuzsa Körmöczy, welche das Spiel in drei Sätzen mit 6:4, 1:6 und 6:2 gewinnen konnte. Das Finale der Französischen Tennismeisterschaften im gemischten Doppel 1958 gewann sie mit dem Italiener Nicola Pietrangeli gegen die Australier Lorraine Coghlan und Bob Howe in zwei Sätzen mit 8:6 und 6:2.
Von 1959 bis zu seinem Tod 2003 war sie mit Chris Brasher, einem ehemaligen Leichtathleten, verheiratet.